# Gábor Vida
Gábor Vida (* 4. Oktober 1929 in Budapest; † 19. Februar 2022 ebenda) war ein ungarischer Eiskunstläufer.

## Biografie
Gábor Vida begann 1944 mit dem Eiskunstlauf und wurde in den beiden Folgejahren ungarischer Juniorenmeister. 1950 wechselte er zum Paarlauf und begann dort mit Éva Szöllősi zu laufen. 1953 wurde das Paar ungarischer Meister. Bei den Olympischen Winterspielen 1952 in Oslo belegte das Paar den zehnten und bei den Weltmeisterschaften 1955 den 11. Platz. Darüber hinaus nahm das Paar an drei Europameisterschaften teil.
Als Éva Szöllősi 1956 auswanderte, suchte Vida nach einer neuen Partnerin, blieb jedoch erfolglos. 1957 schloss er sich der ungarischen Eisrevue an, wo er als Tänzer und Choreograf bis 1965 tätig war. Nach seiner Zeit bei der Eisrevue wurde Vida Eiskunstlauftrainer.
Vida starb am 19. Februar 2022 im Alter von 92 Jahren nach einmonatiger Krankheit in Budapest.